# La mère coupable
La mère coupable (La madre culpable) es una ópera en tres actos op. 412 con música de Darius Milhaud y libreto de Madeleine Milhaud basado en La madre culpable, la última obra de la trilogía de Beaumarchais dedicada a Fígaro. Se estrenó en el Gran Teatro de Ginebra el 13 de junio de 1966.

## Personajes
| Personaje                             | Tesitura              | Reparto del estreno, 13 de junio de 1966 (Director: Serge Baudo) |
| ------------------------------------- | --------------------- | ---------------------------------------------------------------- |
| Conde Almaviva                        | barítono              | Louis Quilico                                                    |
| Rosine, la condesa                    | soprano               | Phyllis Curtin                                                   |
| Caballero Léon, su hijo               | tenor                 | Eric Tappy                                                       |
| Florestine, pupila del conde Almaviva | soprano de coloratura | Anne-Marie Sanial                                                |
| Bégearss, un intrigante irlandés      | barítono              | Jacques Doucet                                                   |
| Figaro, criado de Almaviva            | barítono              | Jean-Christophe Benoît                                           |
| Suzanne, su esposa                    | mezzosoprano          | Cora Canne-Meyer                                                 |
| Maestro Fal                           | bajo                  | José van Dam                                                     |